# 塞西莉亚·穆尼奥斯-帕尔玛
塞西莉亚·穆尼奥斯-帕尔玛（英語：Cecilia Muñoz-Palma；1913年11月22日—2006年1月2日），菲律宾法学家，独裁者费迪南德·马科斯统治时期的反对派领袖，是菲律宾最高法院首位女法官，1986年宪法委员会主席。